# トゥジ
トゥジ（モンテネグロ語: Tuzi / Тузи）またはトゥズ（アルバニア語: Tuz）はモンテネグロ東部の町。マレスィア・エ・マヅェ地方に位置し、アルバニア人が多く居住している。かつてはポドゴリツァ自治体の下位に属する自治体であったが、2018年9月1日に単独のオプシュティナ / コムーナ（基礎自治体）へ昇格した。基礎自治体としての現地名称はOpština Tuzi / Општина Тузи（モンテネグロ語）、Komuna e Tuzit（アルバニア語）。

## 地勢
トゥジはポドゴリツァからアルバニアのシュコドラに至る鉄道と道路で南東へ10kmほど行った場所に位置する。町の数km南にはシュコダル湖が広がる。

## 人口・宗教
トゥジ都市自治体全体の人口は2011年現在12,096人おり、トゥジ自体は4,857人が居住している。人口の60%はアルバニア人が占め、37%はムスリム系のスラヴ人、モンテネグロ人などが占める。宗教ではカトリック教会が多数派を占め、続いてイスラム教が占め、正教会は僅かである。ここ10年、トゥジへは多くの人が移り住んでおり多くの住宅地が山間の村落やさらに北側へ広がっている。

## 行政
トゥジにはDinoshë (Dinosaur)、Milesh (Milješ)、Vuksanlekaj (Vuksanlekići)、Sukruq (Sukuruć)、Dreshaj (Drešaj)、Narhelm (Pothum)、Vrane (Vranj)、Lekaj (Lekići)、Rrogâth (Rogame)の村落が含まれている。
1957年までは単独の自治体であったが、ポドゴリツァ自治体に編入されて以降は議会や首長など独自の自治権は制限されていた。大多数を占めるアルバニア人は繰り返しマレスィア地方のうちモンテネグロ領内に属する地域の町や村落を独立した自治体として、自治権の獲得を求めていた。長年にわたる運動の結果、トゥズは2006年にポドゴリツァを構成する下部自治体（準自治体）となり、2018年には単独の自治体へ復活することとなった。
国内ではウルツィニ（ウルチニ）の次（2番目）にアルバニア自治体連合へ加盟した。

## 歴史
15世紀以来、3世紀にわたりトゥジはオスマン帝国の支配下にあった。大部分はアルバニア人であるがイスラム教への変容の過程で氏族が発生し、それらの大部分は独立した生活様式を保っていた。氏族は古い慣習に従って、20世紀の初めまで暮らしていた。1865年にオスマン帝国は行政機構の改革でシュコドラ州を追加した。1878年のベルリン会議によってモンテネグロの独立が認められた後もトゥジはオスマン帝国の領域として残された。トゥジは当時、ポドゴリツァからシュコドラへ達する幹線道上の国境地点であった。1911年にトゥジではアルバニア人のオスマン帝国の支配に対する反乱が起こった。反乱はDedë Gjo Luli Dedvukaj が率いていたが、彼はアルバニアのシンボルであるスカンデルベグの古い旗を使用した。地元の人々がアルバニア独立のために戦っている間に、第一次バルカン戦争が勃発した。モンテネグロの軍はシュコダル湖地域全体の占領を試みトゥジはそれ以来、モンテネグロの一部として残っている。